# Erholungsgebiet Steinrod

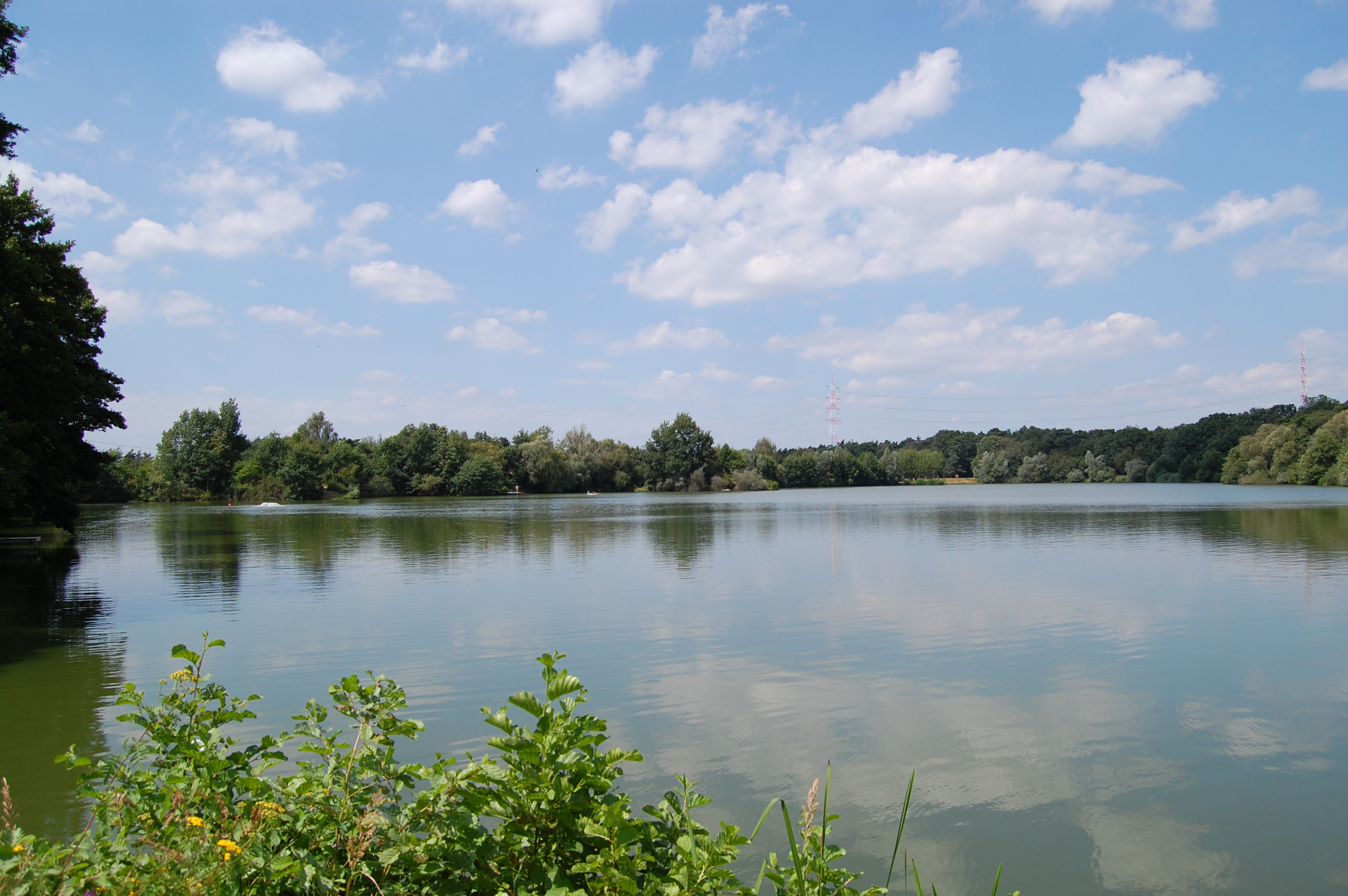
Steinrodsee

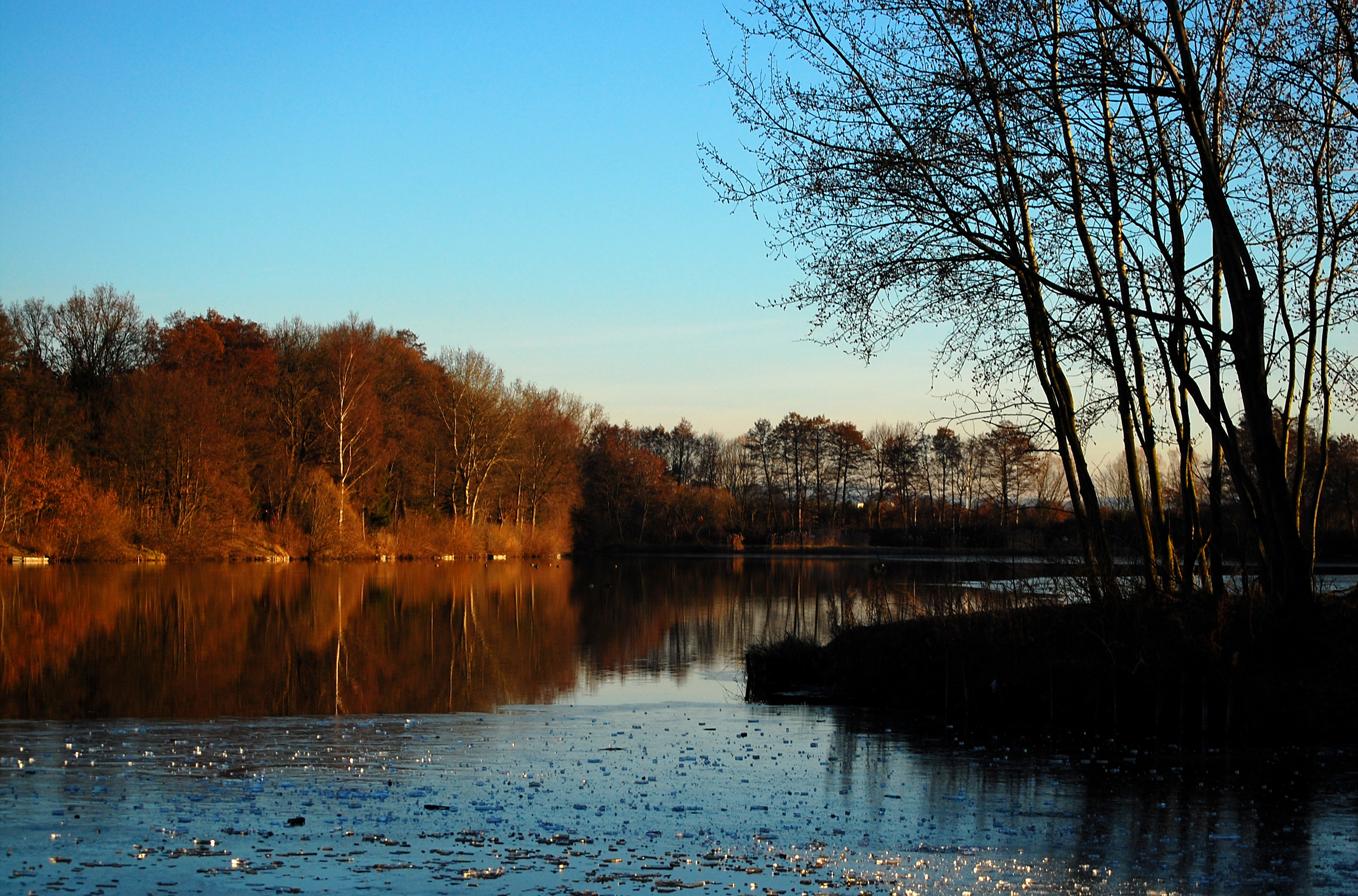
Steinrodsee

Das Erholungsgebiet Steinrod liegt in Gräfenhausen, einem Stadtteil der hessischen Stadt Weiterstadt.

## Der Steinrodsee
Für den Autobahnbau wurde in der Flur „Steinrod“ Sand und Kies abgebaut und es entstand um 1960 ein Baggersee. Nach dem Kauf durch die Gemeinde Gräfenhausen wurde er in Steinrodsee umbenannt. Der See und das angrenzende Gelände wurden anfangs als Müllkippe genutzt, später aber zum Erholungsgebiet ausgebaut. Da die Belastung durch Badegäste immer stärker wurde und der See zu verschlammen drohte, wurde Mitte der 1990er-Jahre der Badebetrieb eingestellt. Seitdem dient dieser Gemarkungsbereich Menschen zur stillen Erholung.
Der See ist etwa 7,4 ha groß und hat eine mittlere Wassertiefe von 2,37 m. Die größte Tiefe beträgt 4,92 m.
Im See gibt es zahlreiche Fischarten: Rotauge, Brachse, Hecht, Zander, Karpfen, Barsch und Aale. Es gibt auch Enten, die auf dem See ihre Bahnen ziehen.

## Der Apfelbach

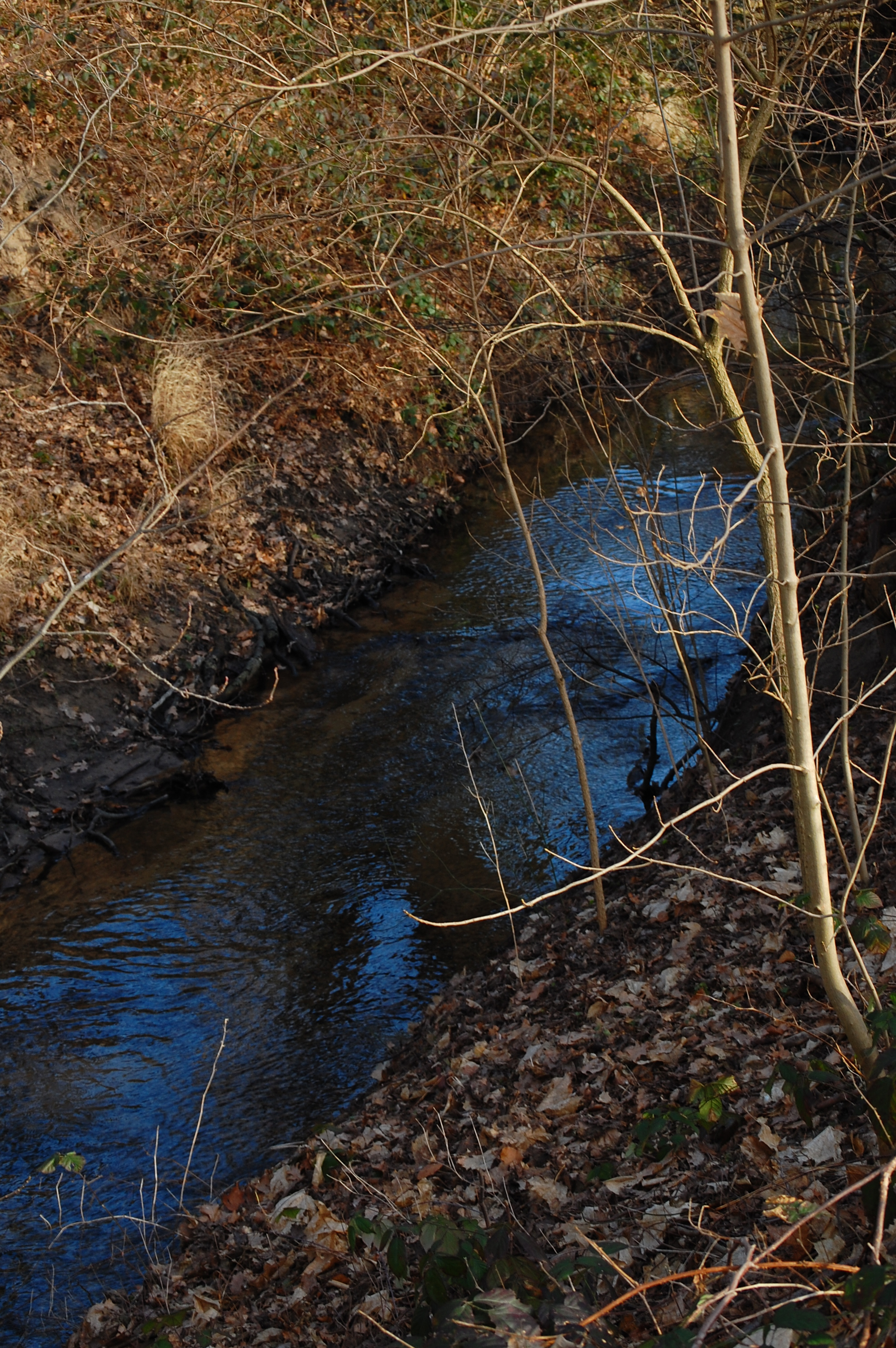
Apfelbach

Der künstlich angelegte Apfelbach zweigt in der Gemarkung Weiterstadt-Gräfenhausen zwischen Sensfelder Hof und Ottilienmühle nahe der Grenze zu Darmstadt-Wixhausen vom Mühlbach in nördliche Richtung ab. Er fließt dann mäandernd durch den Wald Sensfelder Hardt, kreuzt die Bundesautobahn 5, am Steinrodsee vorbei Richtung Westen, um bei der Straße nach Mörfelden das Stadtgebiet zu verlassen. Von hier fließt er größtenteils durch Waldgebiet bis zum Hegbachsee nahe Groß-Gerau. Oft wurde der Apfelbach auch Waldbach genannt, weil er größtenteils durch Waldlandschaften führt.
Der Apfelbach diente zur Regulierung des Wasserzulaufs für die Sensfelder Mühle.

## Der Polder
Der Polder wurde 1992 angelegt, als die Stadt Weiterstadt den Steinrodsee entschlammen ließ. Die Besucherplattform entstand im April 1997. Sie ermöglicht einen Einblick in den Trockenbereich des Polders. Im westlichen Teil wurde zunächst ein Tümpel und im mittleren Bereich ein Grabensystem angelegt. Mittels einer installierten Wasserleitung des Beregnungsverbandes Gräfenhausen kann das Feuchtgebiet geflutet werden, was erstmals im März 1995 geschah.

### Fauna und Flora
Der Rest des Polders ist als Sandmagerrasen mit einzelnen Kiesschüttungen und Steinhaufen hergerichtet. Diese Steinhaufen dienen Wiesel, Zauneidechse, Blindschleiche, Ringelnatter, auch Käfern und Vögeln als besonderes Biotop. In relativ kurzer Zeit hat sich vielfältiges Leben in den Feucht- und Trockenbereichen entwickelt. Angefangen von Kröten, Fröschen und Libellen im Feuchtgebiet sind im Trockenbereich zahlreiche Arten wie Feld - Sandlaufkäfer, Glanzkäfer, Grab- und Schlupfwespen, Schmetterlinge, verschiedene Schreckenarten, Kleinsäuger und seltene Vogelarten vertreten. Ebenso haben sich verschiedene Pflanzen zum Teil selbst angesiedelt oder wurden angepflanzt. Darunter zählen z. B. Königskerze, Nachtkerze, Weiden, Hartriegel, Feldahorn, Holunder, Sauerdorn, Schwarzdorn, Pfaffenhütchen, Natterkopf und verschiedene Wildrosen. Im Feuchtgebiet stehen Binsen, Simsen, Schilf, Rohrkolben und Schwertlilien.
Turmfalke, Mäusebussard, Roter und Schwarzer Milan, Baumfalke und ab und zu eine Kornweihe kreisen über dem Poldergebiet und suchen nach Nahrung. Verschiedene Säugetiere, wie Hermelin, Rötelmaus und Feldmaus, leben im Poldergebiet.

## Fischerhütte & Angelverein
Am südlichen Ufer des Steinrodsees liegt die Fischerhütte, eine Gaststätte mit großer Seeterrasse. Sie wurde 1980 vom Angelsportverein Gräfenhausen e.V. erbaut und zunächst in eigener Verwaltung geführt. Der Angelsportverein wurde am 11. Januar 1964 gegründet und hat seither den Steinrodsee als Fischereigewässer von der Stadt Weiterstadt gepachtet. Heute trägt der Verein den Namen Angelverein Gräfenhausen und hat ca. 100 Mitglieder.

## Campingplatz
Neben dem Steinrodsee liegt ein Campingplatz für Kurz- und Dauercamper.

## Anglerpark
Der Anglerpark liegt neben dem Campingplatz, an einem künstlich angelegten See. Des Weiteren gibt es einen großen Biergarten sowie einen Spielplatz und einige Tiere im Freigehege. Er wurde am 28. April 2017 nach längerer Schließung erneut geöffnet.